# 전투매
전투매(영어:Warhawk)는 스타크래프트 2 종족인 테란의 유닛이다. 스타크래프트 2의 캠페인과 협동전에서만 등장하는 유닛이다.

## 특징
전투매는 스타크래프트 2에서 새롭게 추가된 유닛으로 발키리, 그리핀과 더불어 공대공 전용 공중 유닛이다. 전투매의 영어 이름인 Warhawk를 한글로 그대로 음역하면 워호크가 된다. 그리핀은 특수한 경우에서만 생산이 가능하며 스타크래프트 캠페인의 미션에선 보스로도 출현한 유닛이다. 또한 일정한 범위에서 광범위한 광역 공대공 공격을 하는 유닛이기 때문에 테란의 제공권 장악에 있어서도 핵심적인 유닛이 된다. 그래서 전투매는 같은 공중 유닛을 공격하지 못하는 유닛인 밴시의 공중 호위 유닛으로도 활용되며 발키리, 그리핀 등과도 같이 조합하여 테란의 강력한 공중 유닛 조합을 만들 수도 있다.

## 같이 보기
- 스타크래프트
- 테란